# Hasszán Rohani
Hasszán Rohani (született: Hasszán Ferídún) (perzsául حسن روحانی, Szorhe, 1948. november 12. –) az Iráni Iszlám Köztársaság hetedik elnöke.

## Élete

### Családja
Rohani 1948. november 12-én született Szemnán tartományban a Szemnán melletti Szorhéban. Apja Haj Asadollah Fereydoun fűszerkereskedő (2011-ben halt meg), akit Mohammad Reza Pahlavi iráni sah elleni politikai tevékenységéért 1962 és 1979 között a hatóságok több mint 20 alkalommal tartóztattak le. Húszévesen elvette feleségül a szülők által kiválasztott, 14 éves unokahúgát. Három gyermekük született, de később a legidősebb fiuk rejtélyes körülmények között – öngyilkosság vagy emberölés áldozataként –meghalt.

### Politikai tevékenysége
A Teheráni Egyetemen szerzett jogi diplomát, majd 25 évesen megkezdte kötelező katonai szolgálatát. 1977‑ben távozott Párizsba, ahol csatlakozott az ott élő Khomeinihez. Vele együtt tért haza a monarchiát megdöntő, 1979-es forradalom után. Beválasztották az Iráni Iszlám Köztársaság első törvényhozásába. 1989-ben a legfontosabb döntéshozó testület, a Legfelsőbb Nemzetbiztonsági Tanács titkára lett, mely posztról 2005-ben – Mahmud Ahmadinezsád elnökké választása után mondott le.
2013-ban elsöprő többséggel választották meg az ország elnökévé. Elnöksége alatt Teherán viszonya javulni kezdett a nyugattal, s 2015-ben, több mint tíz év után Iránnak vitatott atomprogramjáról is sikerült megállapodnia a nemzetközi közösséggel.
A 2017. május 19-ei elnökválasztáson rögtön az első fordulóban, az érvényes szavazatok 58%-ával újraválasztották.
| Elődje: Mahmud Ahmadinezsád | Az Iráni Iszlám Köztársaság elnöke 2013 – 2021 | Utódja: Ebrahim Raiszi |